# 1 E4 m
Pour aider à comparer les ordres de grandeur des différentes longueurs, voici une liste de longueurs de l'ordre de 104 m, soit 10 km :
- 8,848 km : hauteur du Mont Everest
- 11,034 km : plus profond point connu des océans, dans la fosse des Mariannes
- 13 km : diamètre moyen de Déimos, la plus petite lune de Mars
- 14,5 km : épaisseur moyenne de la troposphère terrestre à l'équateur
- 16 km : diamètre d'Adrastée, une des lunes intérieures de Jupiter
- 18 km : altitude de croisière du Concorde
- 20 km : diamètre de Léda et de Pan, lunes de Jupiter et Saturne, respectivement
- 21 km : longueur de l'île de Manhattan
- 22 km : diamètre de Phobos, le plus gros satellite de Mars
- 27 km : hauteur du volcan Olympus Mons, le plus grand du système solaire
- 30 km : diamètre d'Ananké, une des lunes extérieures de Jupiter
- 30 km : longueur approximative du pont d'Adam, isthme semi-submergé reliant l'Inde au Sri Lanka
- 32 km : diamètre de Siarnaq, une des lunes extérieures de Saturne
- 34 km : la plus petite largeur de la Manche
- 35 km : longueur de la frontière entre l'Autriche et le Liechtenstein
- 35 km : longueur du Boulevard Périphérique de Paris
- 36 km : diamètre de Lysithéa, une des lunes de Jupiter
- 38,422 km : longueur du plus long pont du monde, le Second Lake Pontchartrain Causeway en Louisiane
- 39 km : longueur de la partie sous-marine du tunnel sous la Manche
- 39 km : longueur de la frontière entre l'Italie et Saint-Marin
- 41 km : longueur de la frontière entre la Suisse et le Liechtenstein
- 42,195 km : longueur du marathon
- 43 km : différence entre les diamètres polaire et équatorial de la Terre
- 43 km : diamètre de Métis, la lune la plus intérieure de Jupiter
- 46 km : diamètre de Carmé, une des lunes extérieures de Jupiter
- 50 km : altitude limite supérieure de la stratosphère
- 50 km : longueur totale du réseau routier de Monaco
- 50 km : largeur de l'Alsace
- 50,450 km : longueur du Tunnel sous la Manche
- 56,6 km : longueur de la frontière entre la France et Andorre
- 60 km : diamètre de Pasiphaé, une des lunes extérieures de Jupiter
- 63,7 km : longueur de la frontière entre l'Espagne et Andorre
- 66 km : diamètre de Naïade, la lune la plus intérieure de Neptune
- 76 km : longueur de la frontière entre la Chine et l'Afghanistan
- 79 km : longueur de la frontière entre Israël et le Liban
- 86 km : diamètre d'Élara, une des lunes de Jupiter
- 90 km : altitude limite supérieure de la mésosphère
- 99 km : diamètre de Thébé, une des lunes intérieures de Jupiter